# Heřmanice (Ostrava)
Heřmanice (deutsch Herzmanitz, Herschmanitz; polnisch Herzmanice, Hermanice) ist ein Ortsteil im Stadtbezirk Slezská Ostrava der Stadt Ostrava in Tschechien. Er liegt 3,5 km nordöstlich des Stadtzentrums von Ostrava.

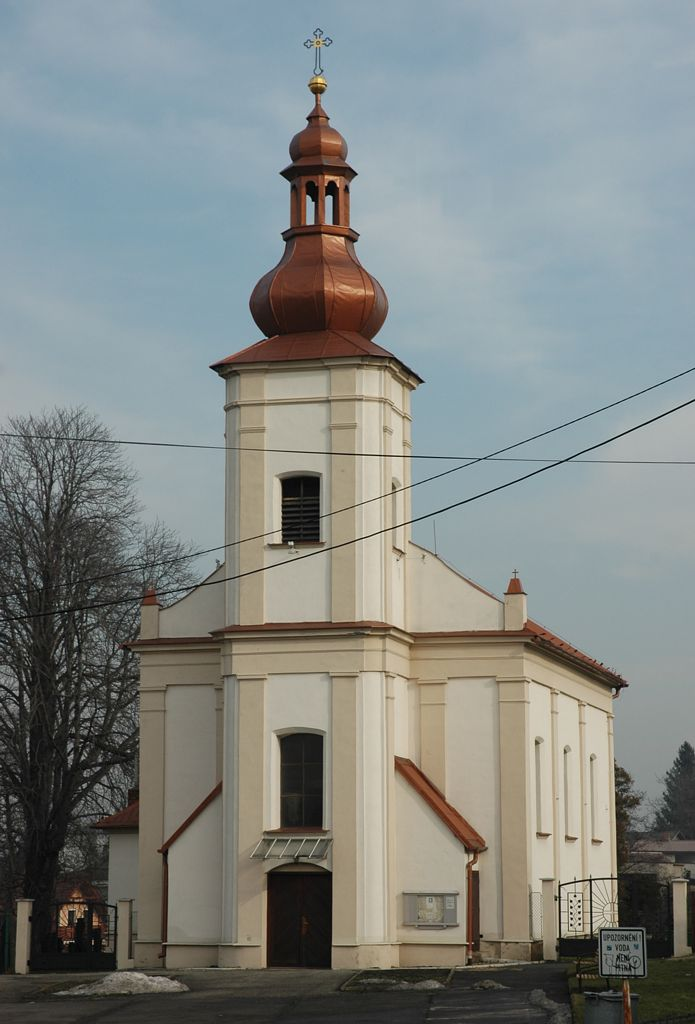
Kirche des hl. Markus

## Geschichte
Der Ort im 1290 gegründeten Herzogtum Teschen wurde circa 1305 im Liber fundationis episcopatus Vratislaviensis (Zehntregister des Bistums Breslau) unter ungefähr siebzig neuen Dörfern als „Item in Hermanni villa“ erstmals urkundlich erwähnt. Die Zahl der Hufe war noch nicht im Zehntregister präzisiert. Am wahrscheinlichsten war der Gründer der Kastellan Herman, der im Grenzvertrag mit dem Bistum Olmütz im Jahr 1297 unter den Zeugen als Hermanno dicto Speher, castellano Ostraviensi belistet wurde und die Grenze des Herzogtums an der Ostravice aus der Burg in Polnisch Ostrau schützte. Die Form Herman (später im Gebiet auch einer im Teschener Schlesien verbreitete Nachname) aus dem deutschen Personennamen Hermann unterschied sich von der älteren Adaptation Herimann ≥ Jerzman (nur einmal im Jahr 1450 wurde es als Girzmanicze erwähnt, vergleiche z. B. mit Ortsnamen Jerzmanowice).
Die römisch-katholische Pfarrei in Hermansdorff (der deutsche Name wurde später nie benutzt) wurde im Jahr 1447 unter 51 Parochien des Dekanats Teschen erstmals erwähnt und der Steuerbetrag des Peterspfennigs lässt die Zahl der Personen in allen eingepfarrten Ortschaften auf 150 zu rechnen.
1447 gehörte Hermanycze dem Herzog Boleslaus II. 1491 verkaufte der Abt Johann IV. des Benediktinerklosters Orlau das Dorf zusammen mit Vrbice an Peter Osinski von Žitna, dem es Herzog Kasimir II. als Erbbesitz bestätigte. Ab 1520 gehörte das Dorf zum Gut Polnisch-Ostrau, ab 1630 wurde es schrittweise von der Familie Wilczek von Dobra Zemica abgekauft, die es bis 1848 besaß.
Im Jahr 1652 war die Filialkirche in Hermanitz nach dem Bericht der bischöflichen Visitation aus Breslau im Besitz der Lutheraner, aber in einem guten Stand. Nach dem Tod Herzogin Elisabeth Lukretias 1653 erlosch der Teschener Familienzweig der Schlesischen Piasten und das Herzogtum fiel als erledigtes Lehen an die Krone Böhmen, die seit 1526 das Haus Habsburg innehatte. Die Habsburger leiteten die Rekatholisierung der Untertanen ein. Im Jahr 1654 gab eine habsburgische Sonderkommission 49 Kirchen und eine Kapelle an die Katholiken zurück, aber nicht die Filialkirche in Heřmanice. 1679 gehörte schon die Holzkirche der römisch-katholischen und mährischsprachigen Pfarrei in Polnisch Ostrau. Auch in Herzmanice wurde in der Mährischen Sprache (concio Moravica) gepredigt.
Nach dem Ersten Schlesischen Krieg (1742) gehörte der Ort zum Österreichisch-Schlesien. In der Beschreibung Teschener Schlesiens von Reginald Kneifl im Jahr 1804 war Herzmanitz ein Dorf der Herrschaft von Polnisch-Ostrau des Grafen Joseph Wlczek im Teschner Kreis und hatte 45 Häuser mit 384 Einwohnern schlesisch-mährischer Mundart. Nach der Aufhebung der Patrimonialherrschaften bildete es eine Gemeinde im Bezirk Friedek, ab 1868 im neu gegründeten Bezirk Freistadt. Hruschau wurde 1866 und Muglinau 1890 aus der Gemeinde ausgegliedert.
Ab der Mitte des 19. Jahrhunderts arbeiteten die örtlichen Bewohner immer mehr in der sich stark entwickelnden Industrie in den benachbarten Ortschaften. In Hermanitz selbst wurden keine Zechen eröffnet, aber im Jahr 1884 wurde das Unternehmen Dynamit-Nobel, das Dynamit für die Steinkohlebergwerke herstellte. (Die Fabrik ging versehentlich in die Luft am 19. März 1924).
Die Zahl der Einwohner stieg bis 1869 auf 842, dann bis 1880 auf 1025 (933 mit Anmeldung) und 1910 schon 3727 (3608). Von 1868 bis 1870 wurde eine neue gemauerte Kirche errichtet, später Sitz einer neuen Pfarrei im Dekanat Karwin. Im Jahr 1880 waren die tschechischsprachigen Bewohner in absoluter Mehrheit (873, 93,6 %), bis 1900 sank ihren Anzahl auf 71,1 %, weil in den 1870er und 1880er Jahren ein großer Zuzug in das Ostrau-Karwiner Kohle- und Industriegebiet begann, hauptsächlich Billigkräfte aus Galizien. Die Polen nannten den Ort Herzmanice, aber auch Hermanice (wie Hermanice bei Ustroń) und im Jahr 1880 machten 4,3 % (40 Personen) der Ortsbewohner aus, aber ihre Anzahl stieg weiter durch 10,9 % im Jahr 1890 bis 28,2 % in 1900. Im frühen 20. Jahrhundert entflammte ein nationaler Konflikt zwischen Polen und Tschechen. Die tschechischen Aktivisten strebten an, den Trend des Rückgangs der tschechischen Bevölkerung zu stoppen. Am 1. Januar 1904 wurden 7 traditionell tschechischsprachige Gemeinden des Gerichtsbezirks Oderberg im Bezirk Freistadt abgetrennt, um den neuen Gerichtsbezirk Polnisch Ostrau im Bezirk Friedek zu schaffen. 1910 hatte die Gemeinde eine Fläche von 689 Hektar, 230 Gebäude mit 3727 Einwohnern, davon 3608 mit einer Anmeldung – nur diese wurden nach ihrer Umgangssprache gefragt: 2800 (77,6 %) waren tschechisch-, 776 (21,5 %) polnisch- und 32 (0,9 %) deutschsprachig; 3600 (96,6 % der gesamten Dorfbevölkerung) waren Römisch-Katholiken, 105 (2,8 %) Protestanten und 21 (0,6 %) Juden.
Nach dem Ersten Weltkrieg und dem Zusammenbruch der Habsburgermonarchie war das Gebiet Teschener Schlesiens umstritten. Am 5. November 1918 verständigten sich der Polnische Nationalrat des Herzogtums Teschen (Rada Narodowa Kięstwa Cieszyńskiego, RNKC) und das tschechische Gebietskomitee (Zemský národní výbor, ZNV) darauf, dass Heřmanice, wie der ganze Bezirk Friedek an die Tschechoslowakei fallen sollte. Auf der tschechischen Seite, auch hinter der Ostrawitza in Mähren, blieben einige zehntausend Polen, mehrheitlich galizische Einwanderer, davon über 20 % der Bevölkerung des Gerichtsbezirks Polnisch Ostrau. Im Gegensatz zu den altansässigen Wasserpolaken aus dem Gebiet der Teschener Mundarten waren sie zum großen Teil noch analphabetisch und im Vergleich zu den aufgeklärten Polen in der nach dem Polnisch-Tschechoslowakischen Grenzkrieg entstanden Region Olsagebiet tschechisierten sie sich relativ schnell (in der Volkszählung im Jahr 1921 schon nur 877 oder 1,9 % Angaben polnischer Nationalität im ganzen Gerichtsbezirk). Eine Spur von ihnen sind die zahlreichen Nachnamen in der polnischen Schreibweise.
Nach dem Münchner Abkommen im Jahr 1938 revisionisierten auch die Polen die polnisch-tschechoslowakische Grenze und das Olsagebiet wurde angeschlossen, sowie ein unbesiedelter und eingekeilter Teil der Gemeinde Heřmanice im Norden zwischen Wierzbica und Rychvald, um den Verlauf der Grenze zu vereinfachen. Der Rest der Gemeinde befand sich im März 1939 im Protektorat Böhmen und Mähren. Die Pfarrei wurde zu einem der 17 Parochien des Erzbistums Breslau im Protektorat.
Im Gegensatz zu anderen benachbarten Ortschaften wurde die Eingemeindung von Heřmanice an Mährisch Ostrau sowie an Schlesisch Ostrau in der Zwischenkriegszeit nicht erwogen. Es wurde jedoch am 1. Juli 1941 während der deutschen Besetzung nach Ostrau eingemeindet. Die Rote Armee nahm den Ort am 1. Mai 1945 ein.

## Ortsgliederung
Der Ortsteil Heřmanice besteht aus den Grundsiedlungseinheiten Heřmanice, Heřmanice-Koněvova, Heřmanický rybník, Ida, U Velkého Dvora und Vrbická.
Der Ortsteil bildet einen Katastralbezirk.

## Sehenswürdigkeiten
- Kirche des hl. Markus

## Persönlichkeiten
- Boris Čelovský (1923–2008), tschechischer Historiker und Philosoph